# Anders Christensen (håndboldspiller)
 Der er flere personer med dette navn, se Anders Christensen.
Anders Christensen (født 21. oktober 1985 i Værløse) er en dansk håndboldspiller, der spiller for FCK Håndbold i Håndboldligaen. Han vandt DM-guld med klubben i 2008.
Christensen har tidligere optrådt på det danske håndboldlandshold.